# تاداو أونيشي
تاداو أونيشي (باليابانية: 大西 忠生) (مواليد 18 أبريل 1943)، هو لاعب كرة قدم ياباني سابق كان يلعب كمدافع. سبق له أن لعب مع منتخب اليابان.

## وصلات خارجية
- تاداو أونيشي على موقع الاتحاد الدولي (مؤرشف)  (الإنجليزية)
- تاداو أونيشي على موقع ناشيونال فوتبول تيمز (الإنجليزية)
- National Football Teams
- Japan National Football Team Database